# 河合美奈
河合 美奈（かわい みな、1978年12月24日 - ）は、日本の元AV女優、元ストリッパー。
神奈川県出身。

## 略歴
- 1997年 - 『ときめき』でAVデビュー。
- ストリッパーとしても活動[2]。

## 人物
異なるプロフィールがいくつかある。
- XCITYプロフィールでは、1978年12月24日生まれ、B:85(D-70)・W:60・H:85としている[1]。
- 「ときめき」のケース裏面のプロフィールには、1978年4月19日生まれ、B:85(D-70)・W:60・H:86としている[3]。

趣味：スポーツ観戦、ショッピング。
特技：乗馬。
性格：マイペースでのんびり屋。

## 出演作品

### アダルトビデオ
1997年
- ときめき（1997年12月21日、MAX-A）＊デビュー作

1998年
- 硝子の迷路（1998年1月23日、アリスJAPAN）
- 求愛エンジェル（1998年2月20日、MAX-A）
- 恋・あなたしだい（1998年3月20日、アリスJAPAN）
- 純露ロマンス（1998年4月17日、MAX-A）
- 女尻（1998年5月22日、アリスJAPAN）
- 天使のつぼみ（1998年6月30日、サクセス・ビデオ・コミュニティ）
- 鬼畜ブルマ調教（1998年8月28日、芳友舎）
- 突き抜ける快感（1998年9月5日、サクセス・ビデオ・コミュニティー）
- 哀しきスペルマ純白乳 肉欲じかけの天使（1998年9月26日、サムビデオ）
- れもん白書（1998年10月23日、アリスJAPAN）
- 女教師背徳の情事（1998年11月28日、ビッグモーカル）共演:つかもと友希
- 巨乳天使おしおきレイプ（1998年12月10日、芳友舎）＊「鬼畜ブルマ調教」を再編集したもの
- 巨乳市場 ロケットバキューム（1998年12月21日、サムビデオ）他出演:松田千夏、望月ねね、真木いづみ、雪野こずえ
- 女子校生ビデオ 9（ジャパンホームビデオ）他出演:流川瞬、真田はるか
- 制服いじめ（ソフトオンデマンド TJ-026）VHS

1999年
- 女尻CLIMAX 2nd（1999年1月15日、アリスJAPAN）他出演:七瀬あゆみ、三浦あいか、若菜瀬奈、小室友里
- どっびゅん! コスチューム8連発!3（1999年7月22日、ミス・クリスティーヌ）他出演:夢野まりあ、椎名みお、加納瑞穂、鈴木くるみ、坂井真理絵、瞳リョウ、奥菜ひろみ
- MORE MAX THE BEST FRIENDS（1999年9月3日、MAX-A）他出演:遠野ゆき美、藤崎みなみ、三田友穂、堀内ナナ
- Vアダルトシネマ濡れ場総集編（1999年11月30日、銀河映像）他出演:小沢まどか、三咲まお
- スーパービッグコレクション 2～ヌカせてくれた女たち～（1999年12月15日、ビッグモーカル）全10名＊オムニバス作品

発売年不明
- ロリータ・ナース（VHS プレゼント用非売品、ソフトオンデマンド TJ-033）
- 赤ずきんちゃんに気をつけて（VHS ソフトオンデマンド TJ-044）
- アクトレス 10（VHS ミレニアム ACT-10）
- リトル・マイメイド 1 可愛い性欲処理係（VHS マドンナ企画 LMM-01）
- チュードクッ 4（VHS マドンナ企画 CHU-04）

### アダルトDVD
- コスプレ殿堂 3 21世紀に遺したいコスチュームミュージアム（2000年7月10日、DVD ビデオバンク）多数出演＊オムニバス作品
- 2000年限定 ミレニアムコレクション 淫らで卑猥な果実たち Ver.1.0（2000年8月11日、DVD 芳友舎J）他出演:鈴木くるみ、吉野サリー、伊沢涼子
- 女尻CLIMAX 小室友里・若菜瀬奈・七瀬あゆみ・三浦あいか・河合美奈 他（2001年10月26日、DVD アリスJAPAN）
- 可愛いお口でピュー 清水かおり・小沢まどか・小室友里・若菜瀬奈・河合美奈 他（2002年8月21日、DVD ビデオバンク）
- ロリータ倶楽部 第1巻 河合美奈・三田友穂（2002年12月6日、DVD ソフトオンデマンド）
- ノーカット4時間!! 河合美奈（2003年12月5日、DVD アリスJAPAN）『硝子の迷路』『恋あなたしだい』『女尻』『れもん白書』を収録
- 黄金伝説 河合美奈の原点（2010年2月26日、DVD マックス・エー）
- 軟体×剛毛×緊縛SEX（2018年12月13日、DVD セレブの友）
- スーパーカワユイ（発売年不明、DVD SLIPPING HORSE DSH-03）

### イメージビデオ
- ブルマー検査（美少女EROS恋写館44）（1998年10月20日、英知出版）

## 出版

### 写真集
- ザ・ストリッパー 舞姫伝説50人 桜樹ルイ・憂木瞳・村上麗奈・細川百合子・河合美奈 他（2000年4月10日、双葉社）撮影:原芳市 ISBN 9784575290820
- ストリッパー写真集 Strip the Nudie ストリップを彩る41人の舞姫たち。 井上千尋・宮木汐音・夕樹舞子・小森まみ・河合美奈 他（2002年12月29日、オデッセウス出版）撮影:大駅寿一 ISBN 9784872765229